# La Princesse légère

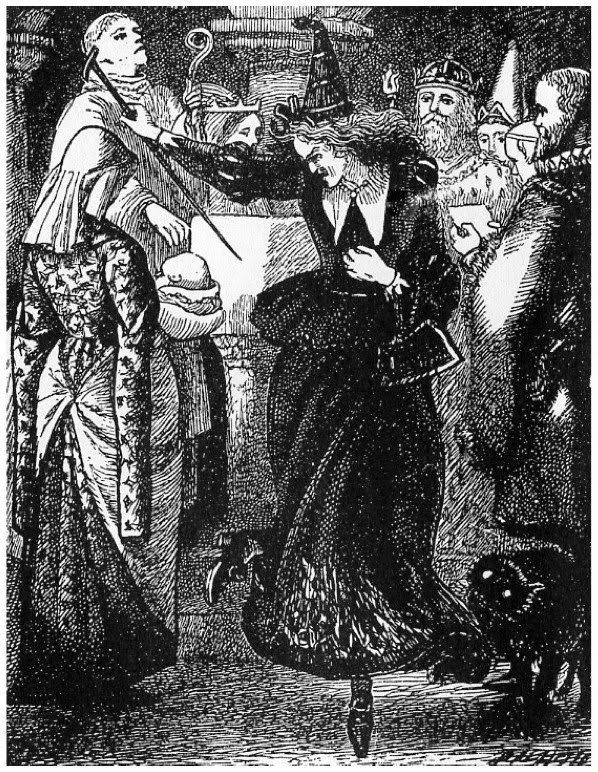
Arthur Hughes, The Light Princess.

La Princesse légère ou La Princesse sans gravité (en anglais The Light Princess) est un conte féérique écrit par George MacDonald. Il apparaît pour la première fois dans le roman Adela Cathcart, publié en 1864, mais également dans le recueil de contes de fées Dealings with the Fairies, en 1867.
La Princesse légère est l'un des contes de fées les plus connus de George MacDonald, avec La clé d'or (The Golden key) et La Princesse Perdue (The Wise Woman ou The Lost Princess).

## L'histoire
Un roi et une reine attendent depuis longtemps d'avoir un enfant. Mais, quand une petite princesse naît, une sorcière malveillante et rancunière lui jette un sort : celle-ci perd sa gravité. Elle n'est plus soumise aux lois de la pesanteur, et de même, son esprit devient incapable du moindre sérieux. Ses parents, très inquiets, essaient en vain de lui venir en aide. Mais c'est une certaine rencontre, avec la complicité de la nature, dans toute sa beauté, qui permettront à la princesse écervelée de devenir une jeune femme responsable et aimante.

## Éditions
En anglais, The Light Princess est disponible dans le projet Gutenberg.
En français, sous forme brochée : La Princesse légère, traduit librement de l'anglais par Pierre Leyris, illustrations de Maurice Sendak. Bordas, collection Aux quatre coins du temps, 1980.
En français, sous forme ebook : La Princesse légère, traduit par Françoise Gries. Éditions Kindle, 2017.

## Chapitres
La Princesse sans gravité est divisé en 15 chapitres : 
1. Comment ça, pas d'enfant ?
2. Ne pourrais-je pas ?
3. Elle ne peut pas être la nôtre
4. Où est-elle ?
5. Qu'est-ce qui peut être fait ?
6. Elle rit trop
7. Essaye la métaphysique
8. Essaye un plongeon dans l'eau
9. Remonte !
10. Regarde la lune
11. Plonge-moi dans l'eau encore une fois
12. Où est le prince ?
13. Je suis ici
14. C'est très gentil de ta part
15. Regarde la pluie !